# Сборная Уэльса по футболу (до 17 лет)
Сборная Уэльса по футболу до 17 лет — национальная футбольная команда, представляющая Уэльс в международных юношеских турнирах. За неё имеют право выступать игроки возрастом 17 лет и младше. Сборная контролируется Футбольной ассоциацией Уэльса.
Сборная принимает участие в отборочных и элитных раундах к чемпионатах Европы, однако ещё ни разу не квалифицировалась в финальную часть турнира.

## Статистика выступлений

### Чемпионат мира до 17 лет
- 1985—1989: Не участвовала
- 1991—2019: Не квалифицировалась

### Чемпионат Европы до 16 лет
- 1982—1989 Не участвовала
- 1990—2001 Не квалифицировалась

### Чемпионат Европы до 17 лет
- 2002 Отборочный раунд
- 2003 Элитный раунд
- 2004 Элитный раунд
- 2005 Отборочный раунд
- 2006 Элитный раунд
- 2007 Элитный раунд
- 2008 Элитный раунд
- 2009 Элитный раунд
- 2010 Элитный раунд
- 2011 Отборочный раунд
- 2012 Элитный раунд
- 2013 Отборочный раунд
- 2014 Элитный раунд
- 2015 Элитный раунд
- 2016 Элитный раунд
- 2017 Отборочный раунд
- 2018 Отборочный раунд
- 2019  Отборочный раунд
- 2020 Элитный раунд (не завершён)